# Zeffiro Ciuffoletti
Zeffiro Ciuffoletti (San Giovanni delle Contee, 18 settembre 1944) è uno storico e blogger italiano.

## Biografia
Studia all'Università degli Studi di Firenze, dove si laurea nel 1968 con Carlo Francovich, esponente di rilievo della cultura azionista fiorentina e autorevole storico del Risorgimento. Dal 1976 al 1979, insegna nell'Università degli Studi di Siena come professore incaricato di Storia del Risorgimento, mentre, dal 1980 in poi, è ordinario di Storia contemporanea nell'Università di Firenze, dove tutt'oggi insegna nella Facoltà di Lettere e Filosofia. Insegna altresì "Storia sociale della comunicazione" presso la Facoltà di Scienze Politiche “Cesare Alfieri” della stessa università. Ha insegnato pure al Middlebury College (Vermont-USA).
A partire dai primi anni settanta, pubblica diversi saggi sulla storia del socialismo italiano, con particolare attenzione alla questione delle “origini”. Nello stesso periodo, inaugura nuovi indirizzi di studio sulla storia locale delle tradizioni popolari toscane e dell'agronomia, occupandosi in particolare del sistema di fattoria in Toscana, della mezzadria e del ruolo svolto da Bettino Ricasoli come agronomo, aspetto questo fino a quel momento non pienamente conosciuto.
Su consiglio di Francovich, inizia poi, a partire dalla metà degli anni settanta, a interessarsi della vicenda dei fratelli Rosselli e, nel 1979, pubblica un'ampia silloge di documenti e lettere inedite di Nello Rosselli, assieme al vasto epistolario familiare. Con queste opere, apre un nuovo corso di studi che hanno ampliato le conoscenze sull'intero universo familiare rosselliano, offrendo al contempo ulteriori suggerimenti storiografici e nuovi spunti metodologici nella cura di carteggi privati, nonché una lettura originale dell'intera storia d'Italia nei momenti “critici” che hanno visto coinvolta la famiglia Rosselli, dal Risorgimento alla Grande Guerra, dal Fascismo alla Repubblica.
Nel 1993, pubblica un breve saggio dal titolo Retorica del complotto (per Il Saggiatore), nel quale analizza lucidamente usi ed abusi di un concetto-chiave del dibattito politico, qual è appunto quello di "complotto". Il libro ha un notevole successo, ma, nel clima di accanimento politico-mediatico che segna il passaggio fra la prima e la seconda repubblica, diviene oggetto di critiche ed attacchi violenti.
Ciuffoletti è sempre rimasto molto vicino al suo luogo d'origine, la Maremma, terra della Toscana meridionale, che è stata – ed è ancora – oggetto di diversi suoi studi e ricerche. Invero, la Maremma – per lui – non è una terra selvaggia come usualmente è considerata, bensì una realtà ricca di varie sedimentazioni storico-culturali. All'attaccamento per i suoi luoghi nativi, poi, unisce anche quello per la tradizione alimentare, interesse che si è poi trasformato, negli ultimi anni, in un fecondo oggetto di studio e di riflessione storica.
È autore di saggi di storia politica e sociale, di storia sociale della comunicazione, di storia dell'agricoltura, delle tradizioni popolari toscane e dell'alimentazione, frutto della sua decennale attività di storico condotta perlopiù secondo una metodologia poliedrica e interdisciplinare.
È membro dell'Accademia dei Georgofili e di altre istituzioni scientifiche nonché dei comitati editoriali di riviste come Rivista di storia dell'agricoltura, Nord e Sud. È vicepresidente della "Società toscana per la storia del Risorgimento". Oltre ad aver curato e condotto alcuni programmi televisivi, è pure editorialista de La Nazione nonché cura la rubrica “I sapori della storia” per il quotidiano economico Italia Oggi.
Relatore al convegno dal titolo "L'Italia liberale e la Massoneria: la figura di Agostino Depretis", in occasione del bicentenario dalla nascita,ha proposto una rilettura etica del trasformismo, riconsiderato come unica garanzia di stabilità ed unico strumento di governo per il bene comune, a supporto degli esponenti massonici nella politica italiana del XIx secolo.

## Opere
- L'emigrazione nella storia d'Italia, 1868-1975. Storia e documenti (con Maurizio Degl'Innocenti), Firenze, Vallecchi, 1978.
- Nello Rosselli. Uno storico sotto il fascismo. Lettere e scritti vari (1924-1937), Firenze, La Nuova Italia, 1979.
- Il sistema di fattoria in Toscana, Firenze, CET, 1986.
- Il pensiero politico di Carlo Rosselli (con Paolo Bagnoli), Napoli, Guida, 1988.
- Il complotto massonico e la Rivoluzione francese (con Luigi Di Stadio), Firenze, Edizioni Medicea, 1989.
- Parigi-Firenze, 1789-1794, Firenze, Leo S. Olschki Editore, 1990.
- Storia del PSI. Le origini e l'età giolittiana, Roma-Bari, Laterza, 1992.
- Stato senza nazione. Disegno di storia del Risorgimento e dell'unità d'Italia, Napoli, Morano, 1993.
- Retorica del complotto, Milano, Il Saggiatore, 1993.
- Federalismo e regionalismo. Da Cattaneo alla Lega, Roma-Bari, Laterza, 1994.
- Il declino. Le origini storiche della crisi italiana (con Giuseppe Mammarella), Milano, Bruno Mondadori, 1995.
- I Rosselli. Epistolario familiare, con introduzione di Leo Valiani, Milano, Bruno Mondadori, 1997.
- Contro lo statalismo. Il socialismo federalista e liberale di Carlo Rosselli. Manduria-Bari-Roma, edizioni Lacaita, 1999.
- Storia del vino in Toscana, Firenze, Polistampa, 2000.
- Storia dell'agricoltura italiana. L'età contemporanea. Dalle “rivoluzioni agronomiche” alle trasformazioni del Novecento (con Leonardo Rombai e Reginaldo Cianferoni), 3 voll., Accademia dei Georgofili, Firenze, Polistampa, 2002.
- Alle origini della dieta mediterranea. Storia e tradizione, Firenze, Ed. Plan, Firenze 2003.
- La Massoneria. La storia, gli uomini, le idee (con Sergio Moravia), Milano, Bruno Mondadori, 2004.
- Breve storia sociale della comunicazione (con Edoardo Tabasso), Roma, Carocci, 2005 ISBN 88-430-4309-9.
- Tiburzi e suoi antenati (a cura di), Arcidosso (GR), Edizioni Effigi, 2006. ISBN 88-89836-12-1.
- Prefazione, in Antonio Matani, Della conservazione dei vini (1765), a cura di Simone Fagioli, Pistoia, Settegiorni, 2020, ISBN 979-12-80142-01-6